# News Corp
News Corporation, stilizat ca News Corp, este o companie de publicație și mass media cu sediul în Midtown Manhattan, New York City. A fost fondată pe 28 iunie 2013, urmând unei desprinderi ale punctelor de vânzare media ale originalului News Corporation ca 21st Century Fox (21CF). Operând prin informații imobiliare digitale, mass-media de știri, publicare de cărți și televiziune prin cablu, activele notabile ale News Corp includ Dow Jones & Company, care este editura a The Wall Street Journal,  News UK, editură a The Sun și The Times, News Corp Australia, REA Group, operator al realestate.com.au, Realtor.com, și editura de cărți HarperCollins.
Ea este una dintre cele două companii care au succedat originalul News Corp., alături de 21st Century Fox—care a fost alcătuit din proprietăți de radioteleviziune și media ca Fox Entertainment Group. Desprinderea fu structurată astfel încât 21CF a fost continuatorul legal al originalului News Corp., cu noul News Corp fiind o nouă companie formată printr-o divizare de stoc.
Din 19 martie 2019, Fox Corporation, care deține activele de radioteleviziune, știri și sporturi naționale ale 21CF datorită vânzării lui 21CF la Disney ziua următoare, este compania soră a lui News Corp sub controlul familiei Murdoch.
În septembrie 2023, Rupert Murdoch a anunțat că o să demisioneze ca președinte al News Corp, în efect în noiembrie 2023.